# I love shopping con mia sorella
I love shopping con mia sorella (Shopaholic & Sister, 2004) è il quarto capitolo della serie di romanzi chick lit I Love Shopping della scrittrice britannica Sophie Kinsella. 

## Trama
La vita della ex giornalista finanziaria e star televisiva Rebecca Bloomwood sembra aver preso finalmente una giusta piega: la vita da sposata con l'imprenditore Luke Brandon è eccitante, soprattutto ora che stanno trascorrendo insieme il decimo mese di luna di miele.
Ma la vita di Londra - e il battesimo dei gemelli avuti da Suze, la sua migliore amica - rendono Becky desiderosa di tornare a casa. Luke non può che essere d'accordo: infatti proprio non se la sente di lasciare ancora nelle mani di un delegato la Brandon Communications, soprattutto ora che stanno per ottenere un nuovo e importante cliente, la Arcodas.
Gli sposini fanno sosta a Milano, dove Luke ha un incontro con il gruppo Arcodas, il suo nuovo cliente. Becky è al settimo cielo: è sempre stato il suo desiderio più grande visitare la capitale della moda e subito si precipita, armata di carta di credito, a fare compere per la città.
Arrivata in un negozio di pelletteria per comprare una cintura a Luke scopre che lì è in vendita una preziosa Angel Bag, la borsa che le star di Hollywood fanno a gara per avere. Scoraggiata dalla commessa, la quale insiste dicendole che non può averla immediatamente perché c'è una lista d'attesa da rispettare, il desiderio di Rebecca viene esaudito da un affascinante uomo dall'accento cockney, di nome Nathan Temple. Costui, infatti, avvalendosi del suo status di cliente fondamentale del negozio riesce a piazzare Becky in cima alla lista d'attesa, strappandole in cambio la promessa di restituirgli il favore.
Tornata a casa, però, Becky si ritrova ad affrontare una realtà completamente diversa da quella che ha lasciato: la sua Suze sembra aver trovato una nuova amica, Lulu, espertissima di bambini che le fornisce utili consigli; i suoi genitori sembrano celarle qualche segreto.
Dopo qualche giorno di depressione dovuto ad una casa difficile da organizzare a causa di tutti gli acquisti superflui fatti in vacanza e alla mancanza della sua migliore amica, Becky riceve una notizia che sembra sconvolgerle la vita: suo padre, infatti, ha avuto da una precedente relazione una figlia che ha scoperto di avere soltanto poco tempo addietro, una ragazza di nome Jess. Becky è elettrizzata: non vede l'ora di conoscere questa ragazza che immagina fisicamente e caratterialmente uguale a lei (soprattutto per quanto riguarda la sua ossessione per lo shopping). Ma Jess si rivela essere l'opposto di Rebecca: è parsimoniosa, seria, zelante ed estremamente fredda.
Dopo l'inevitabile contrasto provocato dalla convivenza forzata di caratteri così differenti, la vita di Becky sembra precipitare: Jess torna in Cumbria, dove ha sempre vissuto giurando di non mettere mai più piede in casa della sua folle sorella minore, Luke ha scoperto dell'accordo tra sua moglie e Nathan Temple ed ora deve per forza aiutarlo a pubblicizzare il suo nuovo albergo, nonostante a lui quell'uomo non vada a genio per i suoi precedenti penali, Suze non si preoccupa più di richiamarla e non risponde ai suoi messaggi, impegnata com'è a fare la mamma con Lulu.
Becky prende la decisione di rimettersi in carreggiata: arriva fino in Cumbria per riprendere il rapporto con sua sorella, ma Jess le sbatte la porta in faccia, affermando di non volere avere più niente a che fare con lei. Viene ospitata allora da un proprietario di un negozio, Jim e fa amicizia con la di lui figlia adolescente, Kelly, che sembra essere una versione piccola di Becky, ossessionata anche lei dallo shopping e dalla moda.
Becky cerca addirittura di partecipare ad una protesta contro la costruzione di un centro commerciale, aiutando la comunità nella quale si è inserita a fare un buon uso dei media, ma Jess, esasperata dalle attenzioni di Becky, le dice che in realtà non è sicura della loro parentela, in quanto lei e il padre di Becky non hanno mai effettuato un test del DNA per sicurezza, ma le loro sono solo supposizioni.
Sconvolta dall'ennesima batosta, Becky si prepara a tornare sconfitta a Londra. Prima di andare, però, Jim le mostra l'armadio delle pietre di Jess che Becky aveva tanto criticato. Nel vederlo la ragazza rimane di stucco: l'armadio è identico alla sua scarpiera. Inoltre, stando alle parole di Jim, Jess nutre una vera e propria ossessione per pietre e minerali, tanto da arrivare a commettere follie pur di avere i campioni che le interessano.
Becky riconosce nella mania di Jess la sua per le scarpe e per i vestiti. Qualcosa scatta dentro di lei e ora più che mai sente che lei e Jess sono sorelle.
S'incammina per il sentiero di montagna intrapreso da sua sorella e da altri abitanti del villaggio per trovare Jess e comunicarle la sua scoperta, ma essendo senza attrezzatura non appena trova Jess cade sul sentiero troppo accidentato e si procura ferite molto gravi.
Jess si sente come se fosse stata lei a farsi male e si prende cura della sorella. Dalle parole di Rebecca capisce che l'affetto che quella folle ragazza completamente diversa da lei è sincero e tra le due finalmente nasce un'amicizia.
Giungono le squadre di soccorso allertate da Suze, preoccupata per l'assenza di Becky, e la ragazza viene portata in ospedale, dove le viene passato al cellulare Luke preoccupato più che mai che le dice di amarla e la rassicura dicendole che non è più arrabbiato con lei e che ogni malinteso con Temple si è chiarito e anzi i due sono diventati ottimi amici.
Becky finalmente è felice, Suze la considera di nuovo la sua migliore amica e la sua salute migliora a vista d'occhio. Ora può dedicare tutte le sue forze alla protesta contro il centro commerciale nella meravigliosa zona naturale del villaggio in cui abita sua sorella.
Tuttavia Becky scopre che in realtà il proprietario del centro commerciale è il gruppo Arcodas, cliente appena acquisito da Luke e sa bene che quando suo marito scoprirà ciò che sta combinando andrà su tutte le furie. Tenta di tirarsi fuori dalla protesta, ma ormai è fatta e sua sorella non è mai stata orgogliosa di lei come ora. Suze persino è coinvolta nella protesta.
Luke alla fine scopre ciò che sua moglie sta combinando proprio il giorno stabilito per la manifestazione, tuttavia rivela a Becky che il gruppo ha rinunciato da molto tempo a costruire in quella zona e che ciò che stanno facendo è inutile. Grazie alla sua furbizia riesce a trasformare quella che doveva essere una protesta in un evento pubblicitario cui dà il massimo risalto.
Becky nello scendere dal pulpito da cui stava pronunciando il discorso per istigare i manifestanti, viene colta dalle vertigini. Luke l'afferra prima che cada a terra e Suze, preoccupata, rivela all'amica che era ciò che le succedeva sempre quando era incinta.
Becky fa un calcolo mentale dei giorni del suo ciclo e si accorge di avere un ritardo. Incontra lo sguardo preoccupato di Luke e i due si preparano ad affrontare questo nuovo felicissimo evento.
Con un finale ad effetto l'autrice rimanda il lettore a scoprire ciò che succederà nel libro successivo, I love shopping per il baby.

## Edizioni
- Sophie Kinsella, I love shopping con mia sorella, traduzione di Raffo A., collana Omnibus, Arnoldo Mondadori Editore, 2004,  p. 342, ISBN 978-88-04-53159-3.

- Sophie Kinsella, I love shopping con mia sorella, traduzione di Raffo A., Oscar Bestsellers, Arnoldo Mondadori Editore, 2006,  p. 324, ISBN 978-88-04-55172-0.